# 塔莫克拉
36°24′N 4°40′E / 36.400°N 4.667°E

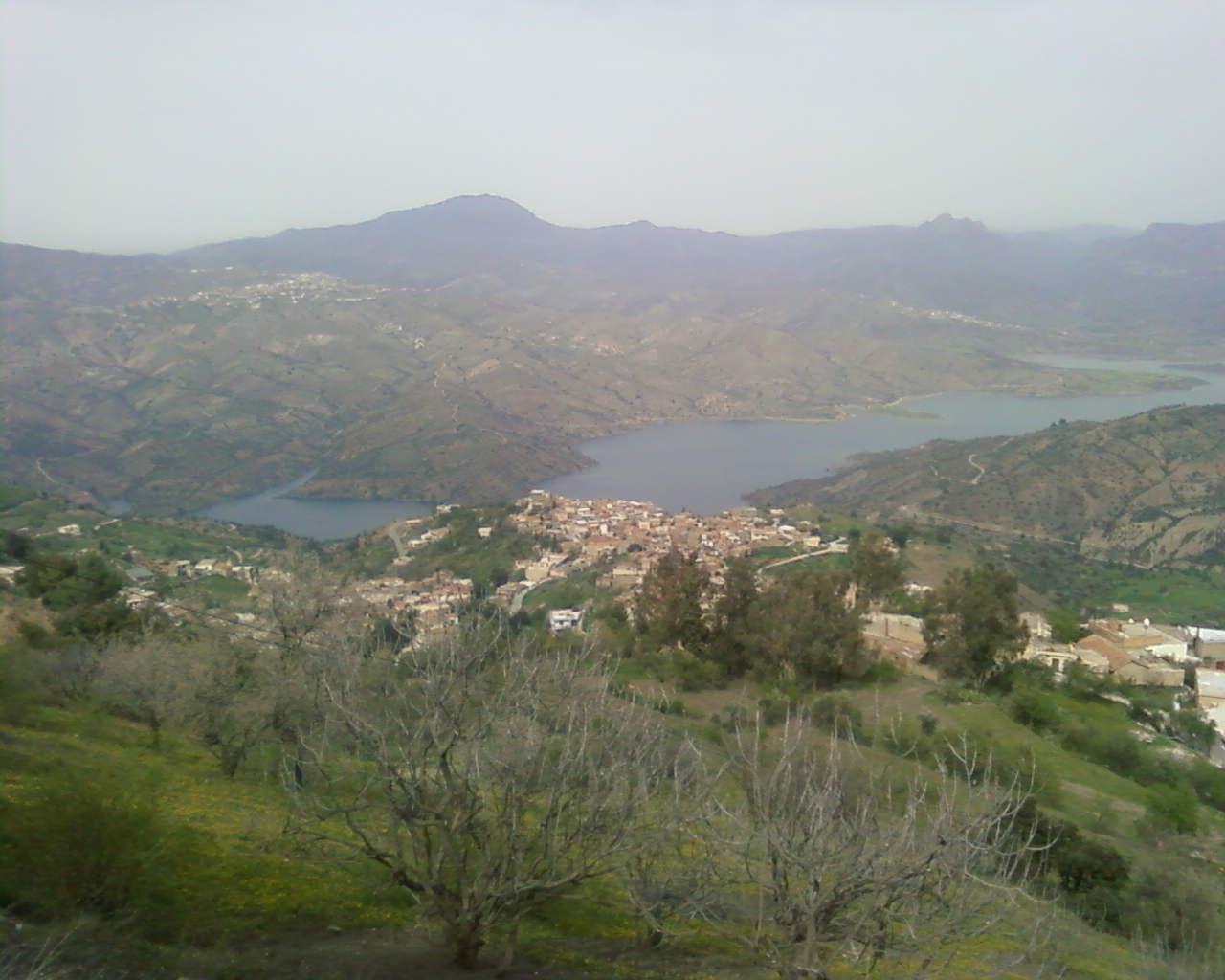

塔莫克拉（阿拉伯语：‎），是阿爾及利亞的城鎮，位於該國北部貝賈亞省，由阿克布區負責管轄，面積68平方公里，2008年人口4,015，人口密度每平方公里59人。